# Falls City (Nebraska)
Falls City è un comune degli Stati Uniti d'America, situata in Nebraska, nella contea di Richardson.